# Mixed Raster Content
Mixed Raster Content (MRC) beschreibt eine Technik zur Darstellung der Seiteninhalte eines rasterbasierten elektronischen Dokuments (eingescannte Seiten oder künstlich erzeugte Seitenbilder) zum Zwecke der Bildkompression. Dabei wird der Seiteninhalt durch eine Segmentierung in verschiedene Bestandteile zerlegt (z. B. Text/Strichzeichnungen, Farbbilder) zu deren Darstellung jeweils angepasste Rasterformate verwendet werden. Die entsprechend kodierten Bereiche werden dann auf der Seite in unterschiedlichen Ebenen platziert. Dabei können die Ebenen verschiedene Größen und Auflösungen haben und sich unter Umständen auch überdecken. Oft wird eine bitonale (zweifarbige) Ebene als Maske für eine Farb-Ebene verwendet, so dass nur die durch die Maske ausgestanzten Bereiche der Farb-Ebene sichtbar sind.

## Vorteile
Werden raster-basierte Dokumentenseiten, wie sie beispielsweise durch einen Scanprozess entstehen, ohne Segmentierung und verschiedene Ebenen dargestellt, so entstehen in der Regel weit höhere Datenmengen als unter Verwendung der MRC-Technik. Eine farbige DIN-A4 Seite in 300 dpi benötigt ohne Bildkompression ca. 24 MB Speicherplatz. Verlustlose Kompressionsverfahren, wie etwa LZW oder Packbits erreichen hierbei lediglich sehr geringe Kompressionsraten (Größenordnung 2:1). Verlustbehaftete Kompressionsverfahren wie JPEG oder der verlustbehaftete Modus von JPEG 2000 können zwar hohe Kompressionsraten erreichen (Größenordnung 80:1), zeigen dann aber in zweifarbigen Textbereichen oft sichtbare Artefakte, da diese Verfahren hauptsächlich für photorealistische Bilder ausgelegt sind. Für zweifarbigen Text optimierte Verfahren können wiederum nicht auf Farbbilder angewandt werden.
Die Vorteile der MRC-Technik liegen in der Kodierung der unterschiedlichen Bereiche mit jeweils auf deren Charakteristika zugeschnittenen Verfahren. Damit lassen sich bei sehr guter Lesbarkeit und guter visueller Qualität Kompressionsraten in der Größenordnung von 200:1 erreichen. Abhängig von der Güte der Segmentierung und den verwendeten Rasterformaten sind auch Raten von bis zu 400:1 nicht unüblich.

## Verwendete Kodierungen
Zur Kodierung der einzelnen Ebenen kommen folgende Verfahren zum Einsatz:
- Farbiger Inhalt, Bilder: JPEG oder JPEG 2000
- Schwarz-weißer Text, Strichzeichnungen oder Masken: Fax Group 4, JBIG1 oder JBIG2

## Datei-Formate
Im engeren Sinne steht MRC für den internationalen Standard ITU-T Recommendation T.44 bzw. ISO/IEC 16485. Die dort beschriebene Technik der Darstellung des Seiteninhalts in verschiedenen Ebenen findet aber auch im JPM-Format (ISO/IEC 15444-6 JPEG 2000 Teil 6) Anwendung. Auch lässt sich das Verfahren mit dem Portable Document Format (PDF bzw. PDF/A) realisieren.

## Beispiel

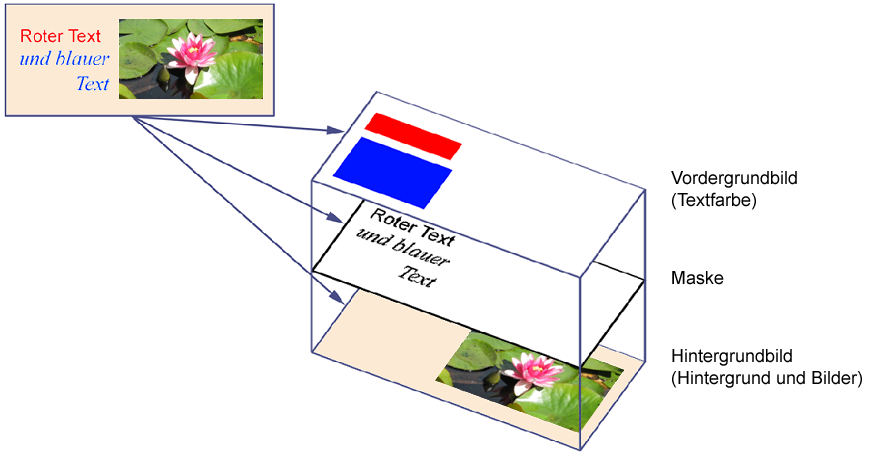
Beispiel für MRC Segmentierung

Eine mögliche Art der Seitendarstellung mit MRC besteht darin, dass eine bitonale Ebene als Maske für ein jeweils farbiges Vordergrund- und Hintergrundbild fungiert. Typischerweise werden dabei das Vordergrund- und das Hintergrundbild in reduzierter Auflösung abgelegt, während die Maske die volle Auflösung behält, um die Lesbarkeit des Textes nicht zu beeinträchtigen.